# The Daily Telegraph

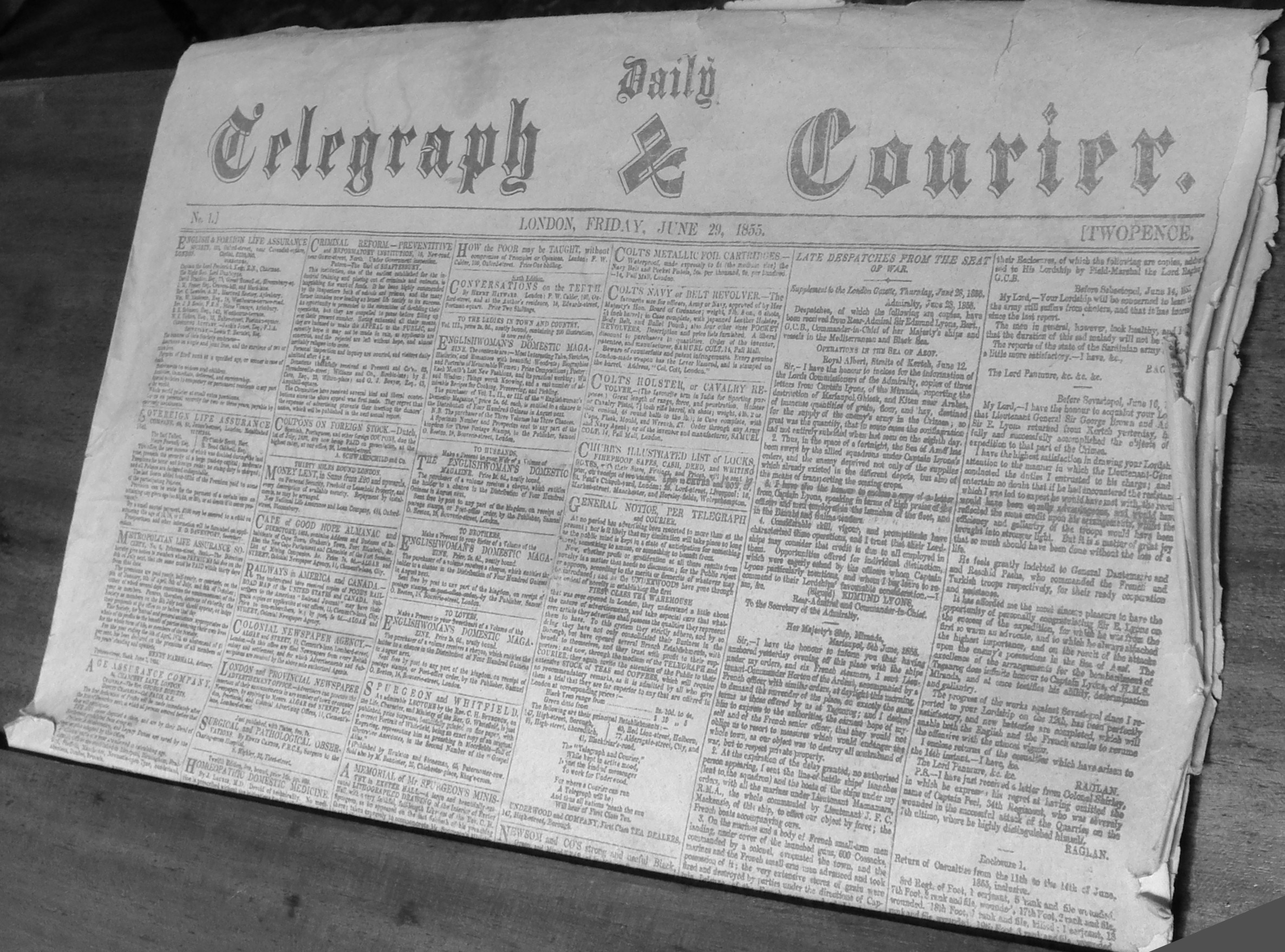
Nr. 1 vom 29. Juni 1855

The Daily Telegraph (auch The Telegraph) ist eine am 29. Juni 1855 gegründete britische Tageszeitung mit Sitz in London, deren Eigentümer die Telegraph Media Group mit Sitz ebenfalls in London ist.

## Profil
Mit einer Tagesauflage (average circulation) von 783.210 Exemplaren war der Daily Telegraph (auch Telegraph) im Januar 2009 eine der meistverkauften britischen Tageszeitungen. Dies reduzierte sich jedoch bis 2019 auf nur 318.000. Ihr Jahresgewinn beläuft sich auf etwa 245 Millionen Pfund Sterling (2021). The Daily Telegraph wird durch die Sonntagszeitung The Sunday Telegraph ergänzt, und beide werden durch die Wochenzeitung und Website The Telegraph zusammengefasst. Ein weiterer Titel der Gruppe ist das Magazin The Spectator.
Der Telegraph gilt als traditionell rechtskonservativ ausgerichtet und politisch in der Nähe der Conservative Party (Tories), so dass er vom britischen Satiremagazin Private Eye die Bezeichnung Torygraph erhielt. Bei einer Meinungsumfrage 2005, welche Partei sie bei der nächsten Parlamentswahl wählen würden, gaben mit 64 % die meisten Leser des Telegraph die Conservative Party an, was das Blatt weit vor allen anderen britischen Zeitungen platzierte.
Der Telegraph ist Gründungsmitglied der European Dailies Alliance (EDA), in der die Tageszeitungen Die Welt, Le Figaro (Frankreich) und ABC (Spanien) in der internationalen Berichterstattung redaktionell zusammenarbeiten.

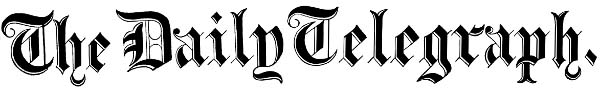
Logo des Daily Telegraph

## Eigentümer

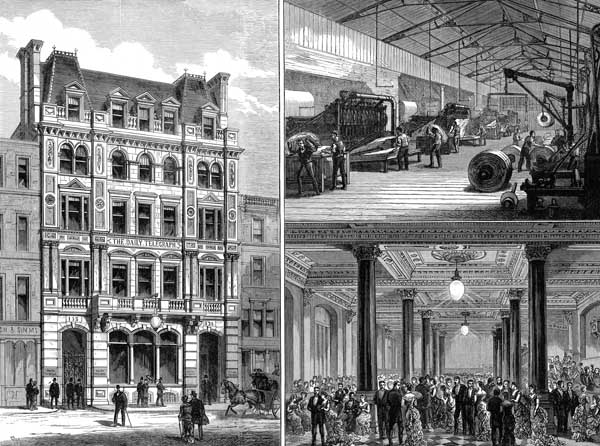
Neue Daily Telegraph Büros Fleet Street ILN 1882

Besitzer ab 1855 waren Joseph Moses Levy und sein Sohn Edward Levy-Lawson, 1. Baron Burnham, bzw. deren Nachfahren. Von 1985 bis 2004 gehörte die Telegraph-Gruppe zur Hollinger International des kanadischen Pressemagnaten Conrad Black. Pläne des deutschen Axel-Springer-Verlages vom Mai 2004, den Daily Telegraph zusammen mit dem Virgin-Gründer Richard Branson zu übernehmen, scheiterten wegen unterschiedlicher Preisvorstellungen. Den Zuschlag erhielten die schottischen Milliardäre Sir Frederick und Sir David Barclay und zahlten im Juni 2004 hierfür 665 Millionen Pfund Sterling, umgerechnet ca. eine Milliarde Euro. Die Barclays-Brüder, bzw. deren Söhne führten bis 2021, dem Todesjahr von David Barclay, als Eigentümer den Verlag. Ende 2023 signalisierte Scheich Mansour bin Zayed Al Nahyan aus der Herrscherfamilie des Emirats Abu Dhabi – als „passiver Partner“ – die Kaufabsicht, sowohl die in Geldnot geratene Tageszeitung Telegraph, als auch das Magazin Spectator von den Eigentümern zu übernehmen. Das Angebot kommt von der RedBird IMI, einem Joint Venture (75/25) zwischen der International Media Investments (IMI) aus Abu Dhabi und der US-Firma RedBird Capital, verwaltet als CEO durch den US-amerikanischen Medienmanager Jeff Zucker. Ebenfalls Interesse zeigten der britische Medienverlag Daily Mail and General Trust und die Axel Springer SE, wobei Springer das Gebot zurückzog.

## Sonstiges

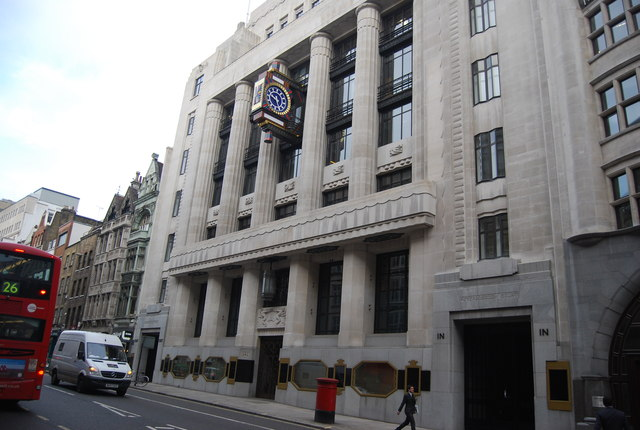
Das Daily Telegraph-Gebäude

Ein am 28. Oktober 1908 veröffentlichtes Gespräch mit dem deutschen Kaiser Wilhelm II., welches das Ausland provozierte, löste die so genannte Daily-Telegraph-Affäre aus. Sie führte in Deutschland zu einer innenpolitischen Krise.
Die Schwesterzeitung The Sunday Telegraph kam am 5. Februar 1961 zum ersten Mal heraus. Nach 40 Jahren Pause war dies die erste Neugründung einer britischen Sonntagszeitung.
Die Wochenzeitung The Telegraph wurde als The Weekly Telegraph gegründet, im Jahr 2009 umbenannt und ist für den internationalen Markt bestimmt. Sie gibt es seit Herbst 2002.
Im März 2013 wurden die separaten Abteilungen von Daily Telegraph und Sunday Telegraph verschmolzen und im Gegenzug jene der Website The Telegraph verstärkt. Die Website gibt es seit dem Jahr 1994.

## Chefredakteure
| Thornton Leigh Hunt | 1855–1873 |
| Edwin Arnold        | 1873–1888 |
| John le Sage        | 1888–1923 |
| Fred Miller         | 1923–1924 |
| Arthur Watson       | 1924–1950 |
| Colin Coote         | 1950–1964 |
| Maurice Green       | 1964–1974 |
| Bill Deedes         | 1974–1986 |
| Max Hastings        | 1986–1995 |
| Charles Moore       | 1995–2003 |
| Martin Newland      | 2003–2005 |
| John Bryant         | 2005–2007 |
| William Lewis       | 2007–2009 |
| Tony Gallagher      | 2009–2013 |
| Jason Seiken        | 2013–2014 |
| Chris Evans         | 2014–     |

## Kritik
Im Februar 2015 kündigte der leitende Politikkommentator des Telegraph, Peter Oborne, aus Protest gegen mangelnde Unabhängigkeit der Berichterstattung und, so Oborne, „Betrug am Leser“. Als Begründung nannte er unter anderem mehrere verhinderte kritische Berichte über die Bank HSBC, zuletzt im Zusammenhang mit den (vom Telegraph nicht berichteten) Swiss-Leaks-Enthüllungen.
Hintergrund der fehlenden kritischen Berichterstattung über die HSBC-Bank war, dass die beiden Eigentümer des The Daily Telegraph, die Brüder Frederick und David Barclay, von dieser Bank am 14. Dezember 2012 einen Kredit von 250 Millionen Pfund für den Paketzustellungsdienst Yodel erhielten, der damals Verluste schrieb und ebenfalls den beiden Barclay-Brüdern gehörte. Der Verlust des Paketzustellungsdienst Yodel belief sich im Geschäftsjahr 2013 auf 112 Millionen Pfund. Als Sicherheit für den Kredit übernahm die Bank damals die Geschäftsleitung von Yodel.
Ein Sprecher des Daily Telegraph wies Obornes Anschuldigungen zurück und nannte sie „einen erstaunlichen und unbegründete Angriff, voller Ungenauigkeiten und Andeutungen“.